# إليشا لورانس
إليشا لورانس (بالإنجليزية: Elisha Lawrence)‏ هو سياسي أمريكي، ولد في 1740 بمقاطعة مونموث في الولايات المتحدة، وتوفي في 1811 في المملكة المتحدة. انتخب عضو مجلس نواب نوفا سكوتيا.